# Sportpark Maliskamp
Sportpark Maliskamp is een sportpark in Maliskamp, gelegen aan de Jos de Letterlaan.
Het sportpark ligt in een bosrijk gebied even ten zuiden van Maliskamp tussen de wijk Het Vinkel en natuurgebied/landgoed Eikenburg. Onder meer voetbalvereniging RKVV Maliskamp speelt op het park. Ook wordt er golf, tennis en hockey beoefend.
Bastion Baselaar ·
De Groote Wielen ·
De Hoef ·
Eikenhage ·
Maliskamp ·
Coudewater